# Pierre-Alain Dufaux
Pour les articles homonymes, voir Dufaux.
Pierre-Alain Dufaux, né le 2 mai 1949, est un tireur sportif suisse, qui a disputé les épreuves de tir aux Jeux olympiques d'été de 1984 et de 1988. Il est le mari de la tireuse sportive Irène Dufaux.
Aux Championnats du monde, il obtient une médaille d'argent en carabine à air comprimé en 1982. Il est aussi champion d'Europe en carabine à 300 mètres à 60 coups en position debout en 1983, vice-champion d'Europe en carabine à 300 mètres à 60 coups en position debout en 1985 ainsi qu'en carabine à 300 mètres 3x40 en 1985, et vice-champion d'Europe en carabine à air en 1982 et en 1983.